# Lactobacillus kimchii
A Lactobacillus kimchii bakteriocin-termelő Lactobacillus, azaz tejsavbaktérium. Az erjesztéssel készült koreai zöldségalapú ételből, a kimcshiből mutatták ki és róla is nevezték el. A Lactobacillus kimchii sejtjei Gram-pozitívak, vékony rúd alakúak és nem mozgékonyak. A baktérium nagyon hasonló a Lactobacillus paralimentariushoz.